# Dadia-Lefkimi-Soufli Nationalpark
Der Dadia-Lefkimi-Soufli (Wald) Nationalpark (griechisch Εθνικό Πάρκο Δάσους Δαδιάς-Λευκίμης-Σουφλίου) befindet sich im Regionalbezirk Evros, im Nordosten Griechenlands, am südöstlichen Ende der Rhodopen. Er ist ein Mosaik aus altem Wald, Wiesen, kleinen Anbauflächen und Flüssen und erstreckt sich über niedrige Berge, Lichtungen und Felsformationen, die zwischen den Ortschaften Dadia, Giannouli, Kotronia und Lefkimi liegen. Der Nationalpark beherbergt zahlreiche seltene Tier- und Pflanzenarten, unter anderem den Mönchsgeier, den Schmutzgeier und den Gänsegeier. 2014 wurde er von Griechenland für die Liste der UNESCO Naturerbe vorgeschlagen. Durch den Waldbrand im August 2023 wurde ein Teil des Naturschutzgebiets zerstört.

## Geschichte
Bereits 1980 wurde der Dadia-Lefkimi-Soufli Nationalpark zum Schutzgebiet erklärt, 2006 erlangte er dann seinen heutigen Status, den eines griechischen Nationalparks. Seit 2014 ist er auf der Kandidatenliste der UNESCO Weltnaturerbestätten. Er ist außerdem unter dem Namen Dasos Dadias-Soufli seit 1998 als Natura 2000 Schutzgebiet ausgewiesen.
2022 brannte ein kleines Waldgebiet des Nationalparks, jedoch konnten die Brutstätten des seltenen Mönchsgeiers gerettet werden. Ein Jahr später, im August 2023, vernichtete einer der größten Waldbrände Europas 730 km² Waldfläche nördlich von Alexandroupoli, davon betroffen war auch der Dadia-Lefkimi-Soufli Nationalpark. Eine Bestandsaufnahme zuständiger Behörden im September 2023 ergab, dass 57,74 % des Nationalparks dem Brand zum Opfer gefallen waren, dabei gelten 23,30 % als sehr stark verbrannt und 34,44 % als weniger stark verbrannt.
Bei stark verbrannten Gebieten ist die gesamte Vegetation vernichtet, während in den weniger stark verbrannten Teilen des Parks der Unterwuchs und die unteren Teile der Bäume bis zu 3 m Höhe betroffen sind, jedoch mit einem hohen Anteil an unverbrannten Blättern. Der Schadensumfang, den diese Katastrophe im Nationalpark insgesamt anrichtete, kann nach Einschätzungen von Experten erst in den nächsten Jahren eingeordnet werden, jedoch wird befürchtet, dass der Mönchsgeier stark betroffen ist, da die für seine Nester bevorzugten, über 100 Jahre alten, hohen Bäume zum größten Teil verbrannten.
Im April 2024 konnte festgestellt, dass trotz der verheerenden Auswirkungen des Waldbrandes im Vorjahr Mönchsgeierpaare zum Nestbau in den Nationalpark zurückkehrten, auf intakten Bäumen oder auf von Naturschutzgruppen angefertigten Nestvorrichtungen ihre Nester bauten. Auch der seltene Seeadler wurde wieder gesichtet. Die positive Entwicklung setzte sich auch im Jahr 2025 fort, in dem erstmals 41 Mönchsgeierpaare gesichtet werden konnten, die höchste Zahl in den 30 Jahren der Registrierung dieser seltenen Vögel im Park.

## Lage
Der Dadia-Lefkimi-Soulfi Nationalpark befindet sich nördlich der Hafenstadt Alexandroupoli und umfasst einen großen Teil des Evros Flusses im Osten, der die Grenze zur Türkei markiert. Die Orte Kotronia, Dadia und Soufli liegen am Parkrand, während Giannouli und Lefkimi im Nationalpark selbst angesiedelt sind.

## Beschreibung
Der höchste Punkt des Nationalparks ist der Kapsalo-Gipfel mit einer Höhe von 580 m.
In unmittelbarer Nähe des naturgeschützten Geländes befindet sich das Frauenkloster Moni Kornofolias (Μονή Κορνοφωλιάς), in dem während der Türkenherrschaft eine Kryfo Scholio (κρυφό σχολείο, Versteckte Schule) zur heimlichen Erziehung griechischer Kinder in ihrer nationalen Sprache und Geschichte unterhalten wurde. Nicht weit entfernt, aber noch im Nationalpark selbst, unweit der Stadt Soufli, liegt ein weiteres Kloster, Moni tis Genithlio tis Theotokou Dadias (Μονή Γενεθλίου της Θεοτόκου Δαδιάς) aus dem 18. Jahrhundert.
Bei der Ortschaft Lefkimi wurden auch Teile eines fossilen Waldes entdeckt. Es wurden versteinerte Blätter, Palmen, Eichen, Fische und Meeresmollusken gefunden. Die Entstehung der Fossilien steht in direktem Zusammenhang mit der vulkanischen Aktivität in der weiteren Region Evros, wo es aktive Vulkane gab. Wissenschaftler betrachten den fossilen Wald als einzigartiges und beispielloses geologisches Denkmal. Aus wissenschaftlichen Daten wurde geschlossen, dass es sich mit einem Alter von 35 Millionen Jahren um den ältesten fossilen Wald Griechenlands handelt. Die Fossilien können entweder im Informationszentrum oder bei einem Waldspaziergang an ihren Fundorten besichtigt werden.

## Flora und Fauna

### Fauna

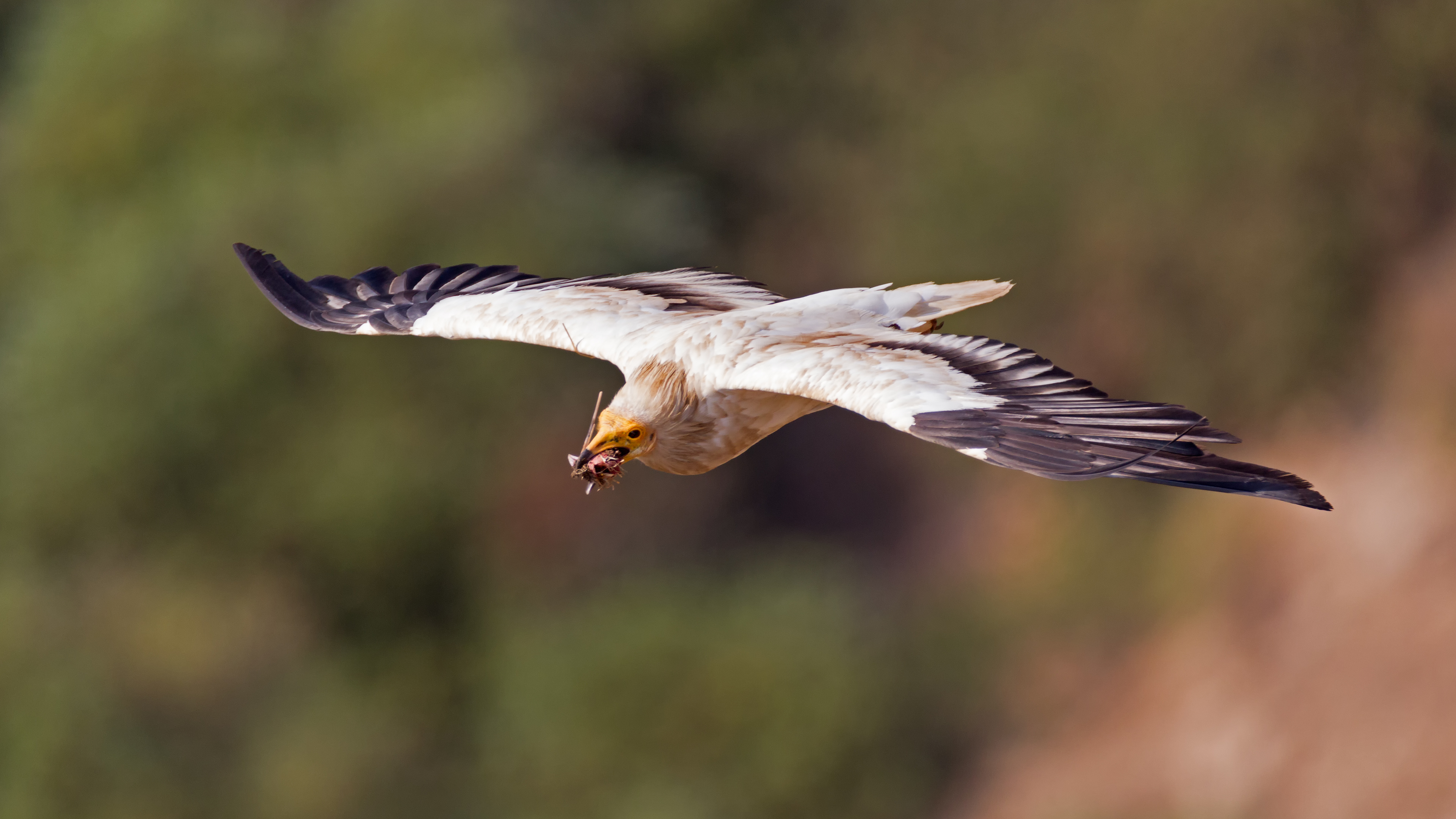
Fliegender Schmutzgeier mit Nahrung im Schnabel im Gamla-Naturreservat (Israel)

Im Nationalpark sind zahlreiche Säugetiere wie Rehe (Capreolus capreolus), Fischotter (Lutra lutra), Wölfe (Canis lupus), Wildkatzen (Felis silvestris), Wildschweine (Sus scrofa), Steinmarder (Martes foina), Mauswiesel (Mustela nivalis) und Dachse (Meles meles) beheimatet. Außerdem wurden im Park 24 Fledermausarten ermittelt. Für diese hat die Forstverwaltung im Wald verstreut Wassertanks angelegt, um die kleinen Säugetiere auch in trockenen Zeiten mit genügend Wasser zu versorgen.
Besondere, internationale Aufmerksamkeit wird jedoch der Tatsache gezollt, dass es eine große Anzahl von Vögeln gibt und das Gebiet zahlreichen Zugvögeln als Zwischenstation auf ihrer Reise von Europa nach Afrika dient. Der Nationalpark ist weltweit für seine Vielfalt an Greifvögeln bekannt, denn 36 von 38 Arten der europäischen tagaktiven Greifvögel wurden hier beobachtet. Besonders beeindruckend ist die Koexistenz von 3 der 4 europäischen Geierarten: Mönchsgeier (Aegypius monachus), Schmutzgeier (Neophron percnopterus) und Gänsegeier (Gyps fulvus). Neben den Geiern sind auch einige andere im Nationalpark vorkommende tagaktive Greifvogelarten von besonderer Bedeutung, nämlich der Seeadler (Haliaeetus albicilla) mit 3–6 überwinternden Individuen, der Kaiseradler (Aquila heliaca) mit 2–4 überwinternden Individuen und der Rüttelfalke (Falco naumanni).
Neben den Greifvögeln wurden etwa 166 weitere Vogelarten beobachtet, von denen zwei in Griechenland als „gefährdet“ eingestuft wurden, nämlich der Schwarzstorch (Ciconia nigra) und das Rebhuhn (Perdix perdix). Die Anwesenheit des Schwarzstorchs ist besonders beachtenswert, da die 30–35 Paare, die in dem Gebiet nisten, einen beträchtlichen Teil der Brutpopulation dieser Art in Griechenland ausmachen.
Laut einer Bestandsaufnahme vom Mai 2023 durch die Avibase Bird Checklist of the World konnten insgesamt 221 Vogelarten gesichtet werden.
Der Dadia-Lefkimi-Soufli Nationalpark ist auch Heimat vieler Reptilien und Amphibien, die Hauptnahrungsquelle für Greifvögel, Störche und Reiher in diesem Gebiet. Es wurden 13 Amphibienarten nachgewiesen, darunter zehn Froscharten, zum Beispiel die bedrohte Rotbauchunke (Bombina bombina), und drei Molcharten sowie der Feuersalamander (Salamandra salamandra). Weiterhin wurden auch 29 Reptilienarten registriert: vier Schildkrötenarten, elf Eidechsenarten und vierzehn Schlangenarten.

### Flora
Der Nationalpark besitzt eine reiche und vielfältige Flora mit Arten, die für die mediterranen Vegetationszonen typisch sind. Zum größten Teil besteht der Park aus Wald, der durch die Geomorphologie, den Boden und die Nähe zum Fluss Evros entstand. Vorherrschend sind Schwarzkiefern (Pinus nigra) und Kalabrische Kiefern (Pinus brutia), gemischt mit mehreren Eichenarten, besonders im Norden und Südwesten des Nationalparks, und anderen Laubbaumarten sowie Macchie. Insgesamt konnten 360–400 Pflanzenarten gezählt werden, wovon 29 Arten unter besonderem Schutz stehen. Bemerkenswert ist auch das Vorkommen von 25 Orchideenarten sowie das von Eriolobus trilobatus, einer seltenen Wildapfelart mit sehr geringer Verbreitung.

## Menschliche Nutzung
Das Naturschutzgebiet ernährt auch die in der Nähe lebenden Menschen. Kontrolliert und stark eingeschränkt ist es erlaubt, bestimmte Bäume für den Verkauf abzuholzen, diese werden dann mit Maultieren abtransportiert. In den Ebenen wird auch Landwirtschaft betrieben, sowohl als Nebenverdienst, als auch als hauptberufliche Tätigkeit. Jedoch nimmt die Viehzucht stetig ab. Bekannt ist dieses Gebiet für die Erzeugung von Honig, dessen Aroma von den Pinienwäldern, dem Heidekraut und anderen Pflanzenarten geprägt ist.
In der Region um Soufli werden auf einer Fläche von ca. 2.000 Hektar Weintrauben angebaut, die sowohl zu Wein als auch zu Tsipouro verarbeitet werden. Bis in die 1980er Jahre wurden dort außerdem in erheblichem Maße Seidenraupen gezüchtet und aus deren Kokons Seide hergestellt. Inzwischen sind nur noch wenige Handwerksbetriebe von dieser langen Tradition übriggeblieben.
Auch der Sanfte Tourismus trägt zu Einnahmen der Bevölkerung bei. Soufli wurde 2021 von der Weltorganisation für Tourismus als erster Ort Griechenlands zum Best Tourism Village (Bestes Tourismus Dorf) gewählt. Für Besucher wird in der Nähe von Dadia ein Informationszentrum zu den Vögeln des Naturschutzgebiets unterhalten. Von dort führt ein ausgeschilderter Weg bis zur Greifvogelwarte, von der aus man zahlreiche Vögel beobachten kann. Im gesamten Nationalpark befinden sich ausgeschilderte Wanderwege und einige nicht asphaltierte Straßen. Die Website des Parks bietet verschiedene Möglichkeiten an, Teile des Gebiets zu Fuß oder mit einem Fahrzeug zu erkunden.